# Culoz-Béon
Culoz-Béon község Franciaország Auvergne-Rhône-Alpes régiójában, Ain megyében. Új községként 2023. január 1-jén jött létre Béon és Culoz egyesítésével. Lakosainak száma 3416 fő (2022. január 1.).

## Népesség
| Lakosok száma | 2987 | 3426 | 3416 |
|               | 2020 | 2021 | 2022 |